# Vilhelmina (gemeente)
Vilhelmina (Samisch: Vualtjeren tjïelte) is een Zweedse gemeente in het landschap Lapland. De gemeente behoort tot de provincie Västerbottens län. De gemeente heeft een totale oppervlakte van 8795,0 km² en telde 7422 inwoners in 2004.

## Plaatsen
- Vilhelmina (plaats)
- Dikanäs
- Nästansjö
- Malgovik
- Klimpfjäll
- Lövliden
- Saxnäs
- Bäsksele
- Skansholm
- Meselefors
- Storseleby
- Latikberg
- Laxbäcken

Bestuurscentrum: Vilhelmina (Tätort)
Småort: Bäsksele · Dikanäs · Klimpfjäll · Latikberg · Laxbäcken · Lövliden · Malgovik · Meselefors · Nästansjö · Saxnäs · Skansholm · Storseleby
Overig: Aronsjö · Fatmomakke · Kittelfjäll · Siksjönäs · Stalon · Strömnäs · Svannäs
Arjeplog · Arvidsjaur · Boden · Gällivare · Haparanda · Jokkmokk · Kalix · Kiruna · Luleå · Pajala · Piteå · Älvbyn · Överkalix · Övertorneå